# Redgreen
REDGREEN er et dansk tøjmærke, der siden 1983 har produceret maritimt modetøj til mænd og kvinder, samt tøj til sejlere.